# Ricardo III de Inglaterra
Ricardo III de Inglaterra (Castillo de Fotheringay, 2 de octubre de 1452-Campos de Bosworth, 22 de agosto de 1485) fue rey de Inglaterra y Señor de Irlanda desde 1483 hasta su muerte en la batalla de Bosworth en 1485. Fue el último rey de la casa de York y también de la dinastía Plantagenet. Su derrota en Bosworth, última batalla decisiva de la Guerra de las Dos Rosas, marcó el final de la Edad Media en Inglaterra. Es el protagonista de Ricardo III, una de las obras de teatro de tema histórico de William Shakespeare.
Ricardo fue nombrado duque de Gloucester en 1461 después de la adhesión de su hermano, el rey Eduardo IV. En 1472, se casó con Anne Neville, hija de Richard Neville, conde de Warwick.  Gobernó el norte de Inglaterra durante el reinado de Eduardo y participó en la invasión de Escocia en 1482.
Cuando murió su hermano, el rey Eduardo IV, en abril de 1483, Ricardo fue nombrado Lord Protector del reino del hijo mayor y sucesor de aquel, Eduardo V, de doce años. El 22 de junio de 1483 se arregló la coronación de Eduardo, pero antes de la ceremonia el matrimonio de sus padres fue invalidado por bigamia, lo cual significó que sus hijos eran oficialmente ilegítimos y por tanto no podían heredar el trono. El 25 de junio una asamblea de señores y plebeyos aprobó una declaración para llevar esto a efecto y proclamó a Ricardo rey legítimo. Al día siguiente comenzó el reinado de Ricardo III y su coronación se celebró el 6 de julio de 1483. El joven príncipe Eduardo y su hermano menor, Ricardo, duque de York, dejaron de ser vistos en público a partir de agosto, por lo que circularon acusaciones de que habían sido asesinados por orden del rey Ricardo.
Se produjeron dos grandes rebeliones durante el corto reinado de Ricardo. La primera, en octubre de 1483, fue liderada por los firmes aliados de Eduardo IV y un antiguo aliado de Ricardo, Henry Stafford, II duque de Buckingham, pero la revuelta se diluyó. En agosto de 1485 Enrique Tudor y su tío Jasper Tudor lideraron una segunda rebelión. Enrique desembarcó en el sur de Gales con un pequeño contingente de soldados franceses y marchó hacia su lugar de nacimiento, Pembrokeshire, reclutando soldados por el camino. Las tropas de Enrique se enfrentaron al ejército de Ricardo y lo derrotaron en la batalla de Bosworth el 22 de agosto de 1485. El rey Ricardo murió en el enfrentamiento, con lo que se convertía en el último rey de Inglaterra en caer en combate. Enrique Tudor ascendió al trono con el nombre de Enrique VII.
Tras la batalla, el cadáver de Ricardo fue llevado a Leicester y enterrado sin pompa. Su monumento fúnebre parece que fue desmontado durante la Reforma anglicana, por lo que sus restos permanecieron en paradero desconocido cinco siglos, durante los cuales se pensó que habían sido arrojados al río Soar. En 2012, la Sociedad Ricardiana encargó una excavación arqueológica en un aparcamiento para coches de la ciudad en el sitio antes ocupado por la iglesia del Priorato de Greyfriars. La Universidad de Leicester identificó el esqueleto encontrado en las excavaciones como el de Ricardo III basándose en la datación por radiocarbono, en comparaciones con informes coetáneos sobre su aspecto y en comparaciones de su genoma mitocondrial con dos descendientes matrilineales de la hermana mayor de Ricardo III, Ana de York. Los restos de Ricardo fueron nuevamente inhumados en la catedral de Leicester el 26 de marzo de 2015.

## Infancia y juventud
Nació como el octavo y más joven —y cuarto superviviente— de los hijos varones de Ricardo, tercer duque de York, y de Cecilia Neville. Hasta hace poco se creía que era un hombre deforme, jorobado y cojo de nacimiento, obra sobre todo de una ficción realizada por Tomás Moro en su discutida obra histórica inglesa, que causó una honda impresión en Shakespeare y lo inspiró en la realización (entre 1591 y 1592) de su célebre tragedia histórica The Life and Death of King Richard III, inspirada en la segunda edición de las Crónicas (1587) de Holinshed, donde el monarca aparece reflejado como un hombre jorobado, ambicioso, cruel y sin escrúpulos. Sin embargo, el reciente descubrimiento de su cadáver arroja algo de luz sobre este respecto, pues el esqueleto identificado sin género de dudas como perteneciente a Ricardo III presenta una fortísima escoliosis, que podría ser origen de dificultades al caminar y de deformidad en la postura. No obstante, Dr Stuart Hamilton, patólogo forense, afirma que Ricardo no nació con la escoliosis, sino que empezó a producirse durante la adolescencia, posiblemente entre los 10 y los 13 años.

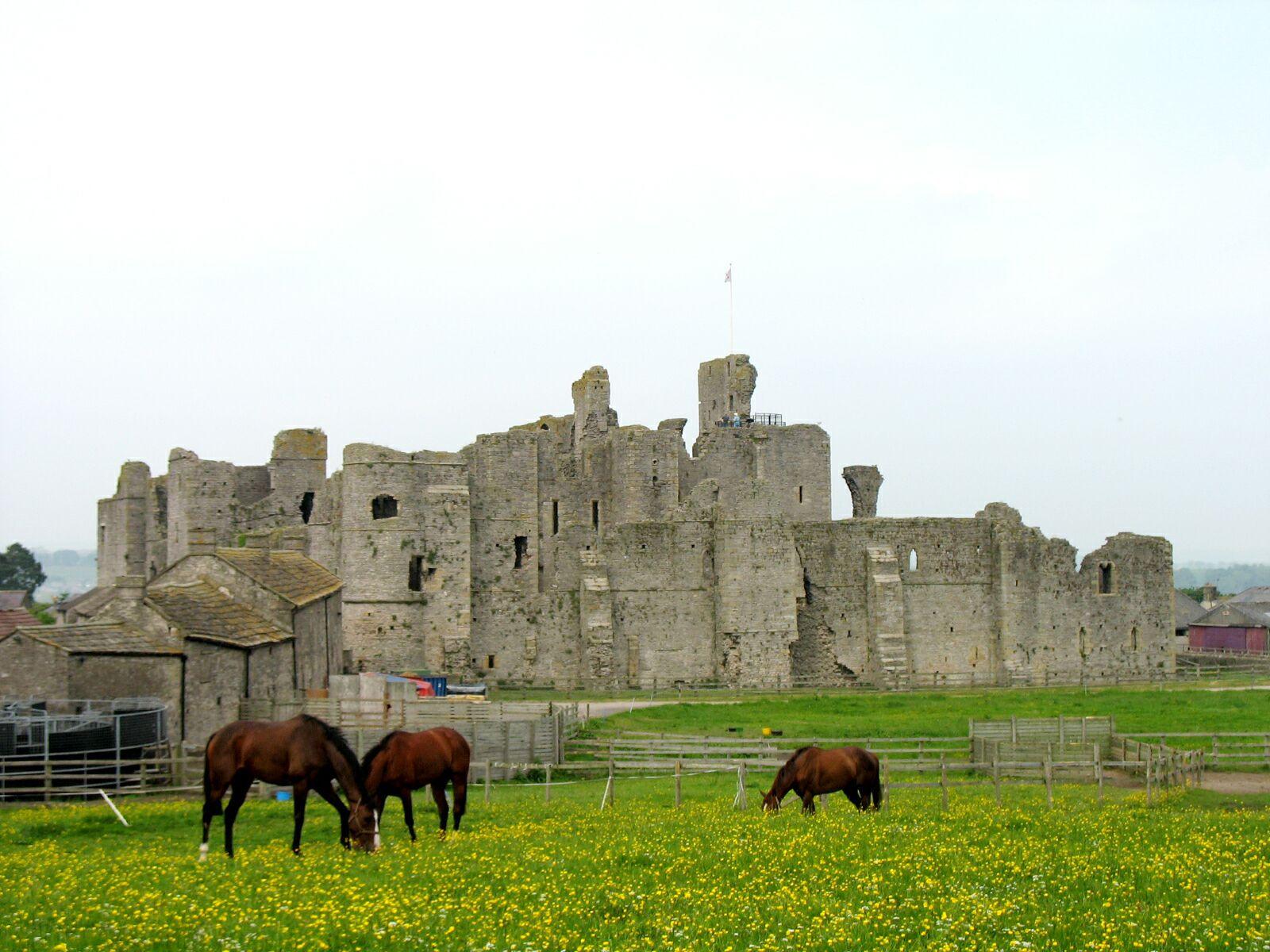
Ruinas del castillo de Middleham en Wensleydale, en el que creció Ricardo.

Ricardo pasó la mayor parte de su niñez en el castillo de Middleham, en Wensleydale. Cuando su padre y su hermano mayor Edmundo de York murieron en la batalla de Wakefield, Ricardo quedó bajo la tutela de su primo Richard Neville, decimosexto conde de Warwick, el famoso «hacedor de reyes», cuya intervención sería fundamental para deponer a Enrique VI y coronar al hermano de Ricardo Eduardo IV de Inglaterra. Durante su estancia en las tierras de Warwick, Ricardo desarrolló una profunda amistad con Francis Lovell, que duraría toda su vida. Otra compañía de su niñez fue la hija de Warwick, Ana Neville, con la que posteriormente se casaría.
Al morir su padre y su hermano Edmundo de York, la madre de Ricardo, la duquesa de York, lo envió a los Países Bajos, lejos del alcance de la vengativa reina consorte de Enrique VI, Margarita de Anjou, junto a su hermano Jorge, más tarde duque de Clarence. Regresaron a Inglaterra tras la derrota de Lancaster en la batalla de Towton, para participar en la coronación de su hermano mayor como Eduardo IV. Entonces, Ricardo fue nombrado duque de Gloucester y armado caballero. Tras ello, fue enviado a las posesiones de Warwick en Middleham para su educación caballeresca. Con alguna interrupción, permaneció allí hasta principios de 1465, cuando tenía 12 años.
Ricardo se vio envuelto en la dureza de la política con la Guerra de las Rosas desde una temprana edad, ostentando diversos cargos.
Por segunda vez en su juventud, Ricardo tuvo que buscar asilo en los Países Bajos, que formaban parte del ducado de Borgoña. Su hermana Margarita de York había contraído matrimonio con Carlos el Temerario, duque de Borgoña, en 1468. Ricardo huyó junto a su hermano el rey en octubre de 1470 después de que Warwick se pasara al bando de Margarita de Anjou. Con sólo 18 años, Ricardo desempeñó un papel crucial en dos batallas que propiciaron la restauración de Eduardo IV en la primavera de 1471: Barnet y Tewkesbury.

## Reinado de Eduardo IV

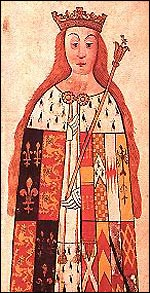
Retrato de Ana Neville, su esposa.

Durante el reinado de Eduardo IV, Ricardo demostró su lealtad y habilidad como comandante militar en el norte al noreste de York, en el castillo de Middleham, donde se había establecido con Ana Neville, su esposa, quien pronto le dio un hijo legítimo, Eduardo de Middleham, príncipe de Gales (1473-1484). Se lo recompensó con grandes posesiones en el norte de Inglaterra y fue designado gobernador del Norte y con el título escocés e inglés de guardián de marcas (gardien des marches o lord warden of the Marches), convirtiéndose en el noble más rico y poderoso de Inglaterra. El 17 de octubre de 1469, se lo nombró condestable de Inglaterra. En noviembre reemplazó a William Hastings, primer barón de Hastings, como Justicia Mayor del Norte de Gales. El año siguiente, fue designado administrador y chambelán del Sur de Gales. El 18 de mayo de 1471, se lo nombró lord gran chambelán y lord gran almirante de Inglaterra. Por el contrario, su hermano Jorge, duque de Clarence, cayó en desgracia con Eduardo IV y fue ejecutado por traición en 1478.
Ricardo controló el Norte de Inglaterra hasta la muerte de Eduardo IV. Allí, especialmente en la ciudad de York, donde fue muy querido, elevó las iglesias de Middleham y Barnard al estatus de colegiatas. En 1482, Ricardo recuperó Berwick-upon-Tweed del reino de Escocia, la última vez que esta población cambió de manos entre los dos reinos.

## Ascenso al trono

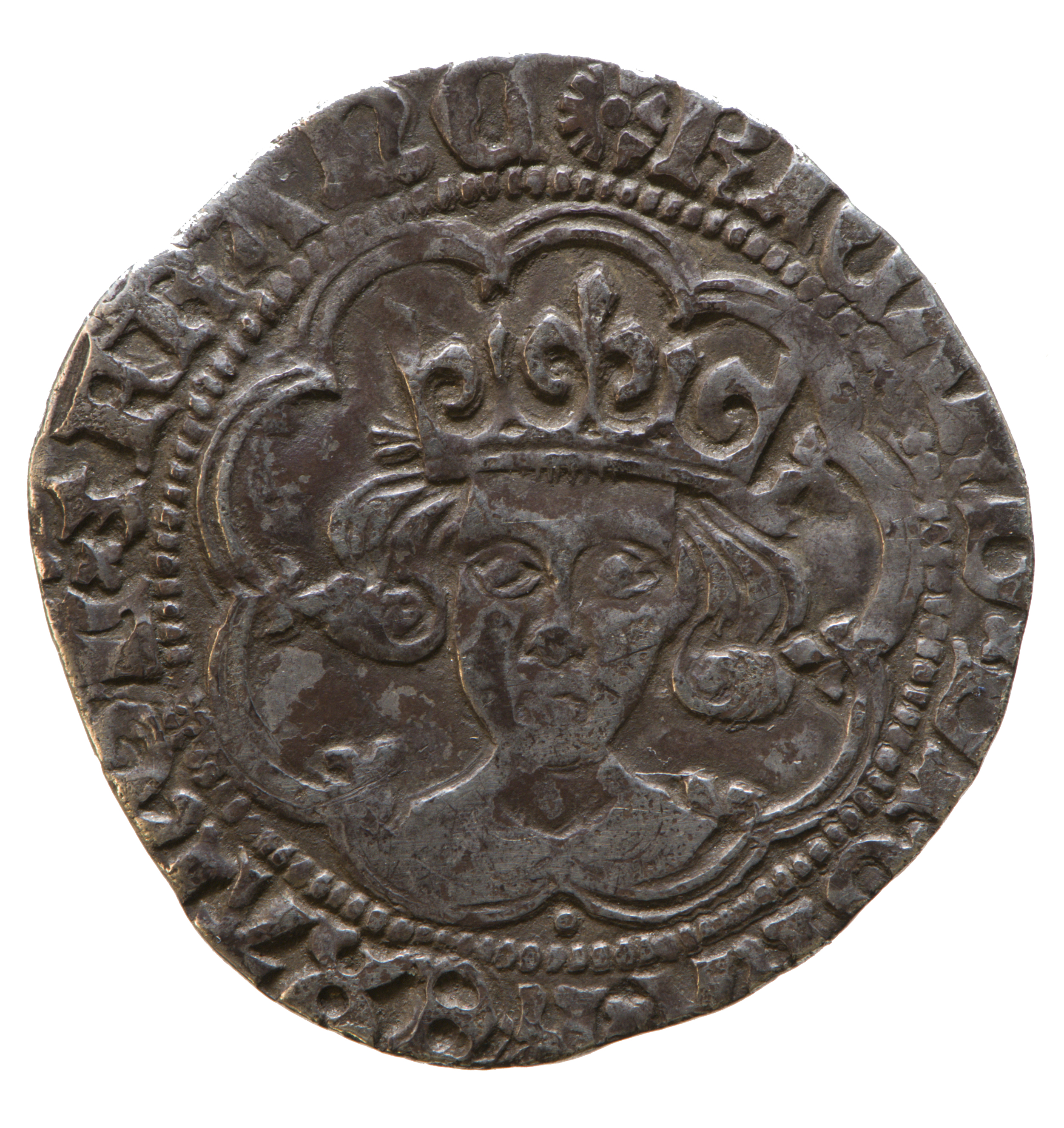
Moneda de plata de Ricardo III.

Tras la muerte de Eduardo IV, el 9 de abril de 1483, los hijos del rey difunto (sobrinos de Ricardo), Eduardo V, de 12 años y Ricardo de Shrewsbury, duque de York, de 9, fueron los siguientes en la línea de sucesión. Ricardo fue nombrado lord Protector del joven rey por lo que tuvo disputas con la familia de la madre, los Woodville, por el ejercicio del poder político. El hermano de Isabel Woodville, Antonio Woodville, segundo conde de Rivers y otros fueron llevados al castillo de Pontefract y ejecutados por planear el asesinato de Ricardo. Él se llevó a Eduardo V y a su hermano pequeño a la fortaleza de la Torre de Londres siguiendo el consejo del barón William Hastings. Todavía hoy en día se ignora qué sucedió con los «príncipes de la Torre», y desde siempre la historia ha sospechado que Ricardo III los asesinó o mandó asesinarlos, como en efecto se muestra en la pieza Ricardo III de William Shakespeare.
Poco después, Ricardo dictó sentencia de muerte contra Hastings, acusado de unirse a la conspiración de los Woodville, instigado por su amante, Jane Shore, que también era amante de Thomas Grey, primer marqués de Dorset, hijo de Isabel Woodville. Hastings fue decapitado el 13 de junio en la Torre de Londres, siendo esta la primera ejecución llevada a cabo allí. Ricardo puso a su viuda Catalina Neville directamente bajo su protección.
El Parlamento de Inglaterra aprobó el Titulus regius apoyando a Ricardo por la prueba aportada por el testimonio de un obispo que declaró que Eduardo IV había contraído matrimonio con Leonor Talbot, que aún vivía cuando se casó con Isabel Woodville. El 6 de julio de 1483, Ricardo fue coronado en la Abadía de Westminster como Ricardo III.
Los jóvenes príncipes no fueron vistos nunca más, habiendo una gran controversia en la actualidad acerca de su paradero.
Ricardo III y su mujer Ana Neville fundaron el King's College y el Queens' College en Cambridge e hicieron donaciones a la iglesia. Planeó la creación de un coro en la catedral de York con más de 100 sacerdotes. Ricardo III también fundó el College of Arms.

## Rebelión de 1483

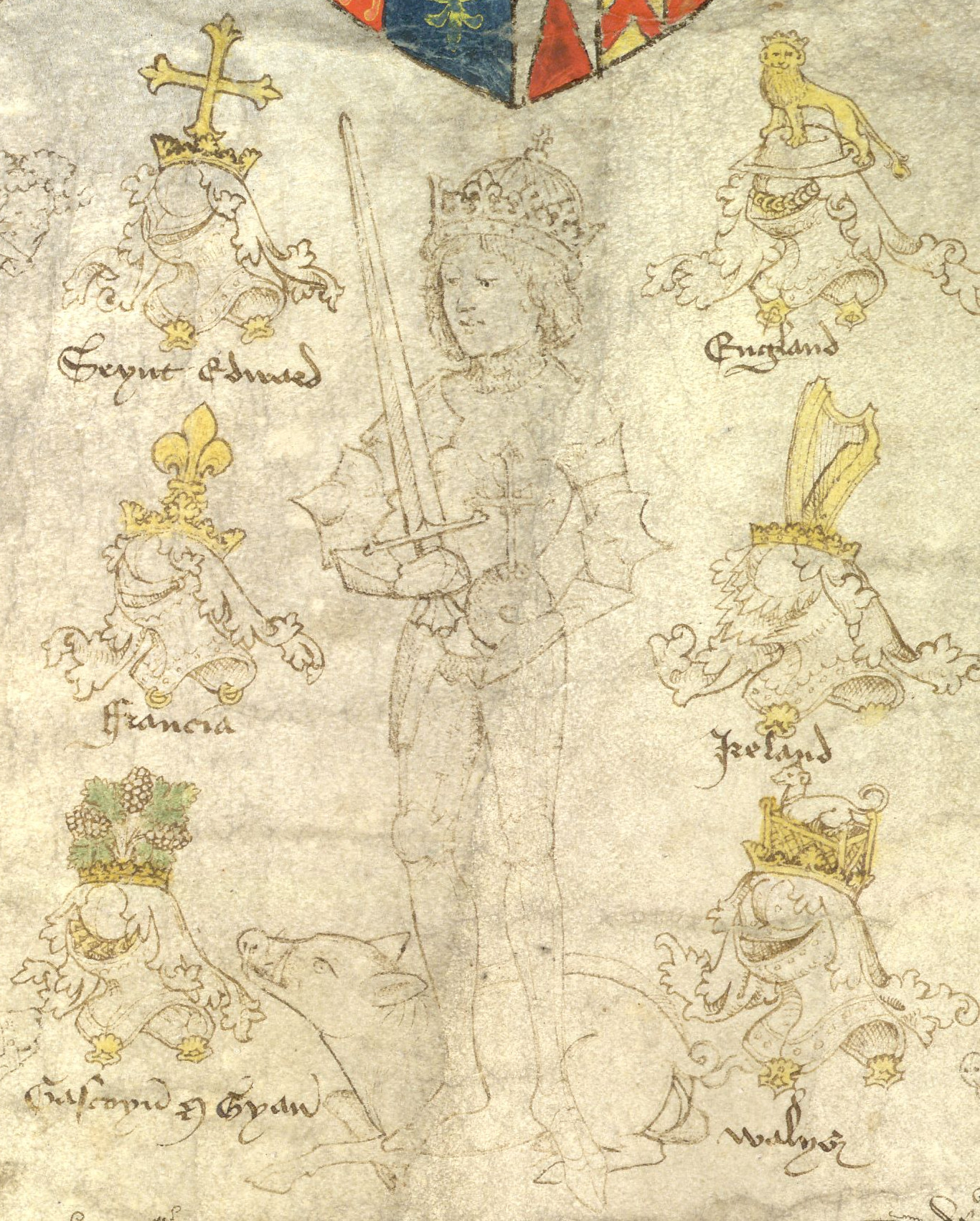
Ilustración de un manuscrito de 1483 en el que se retrata a Ricardo III.

En 1483, una conspiración se gestó entre parte de la nobleza descontenta, muchos de ellos partidarios de Eduardo IV. La conspiración fue dirigida por el antiguo aliado de Ricardo, Henry Stafford, segundo duque de Buckingham. En un principio planeaban deponerlo para restaurar a Eduardo V. Cuando se difundió el rumor de que Eduardo y su hermano estaban muertos, Buckingham intervino, proponiendo a Enrique Tudor, quien era descendiente ilegítimo de la casa Lancaster, su vuelta del exilio para subir al trono y casarse con Isabel de York. Por su parte él reclutaría una fuerza considerable de sus tierras y de Las Marcas. Enrique, exiliado en Bretaña, contaba con el apoyo del valido Pierre Landais, quien se proponía que su victoria forjaría una alianza entre Bretaña e Inglaterra.
La flota de Enrique navegó hacia una tormenta, teniendo que regresar a Bretaña. Las tropas de Buckingham tuvieron también problemas con la tormenta y desertaron cuando Ricardo se acercaba. El duque de Buckingham trató de escabullirse disfrazado, pero fue capturado por la recompensa que se ofreció por él. Fue encarcelado, acusado de traición, y ejecutado en Salisbury el 2 de noviembre. Su viuda, Catalina Woodville, se casó con Jasper Tudor, quien se unió con su sobrino Enrique para organizar otra rebelión.
Ricardo intentaba aproximarse a Landais ofreciendo apoyo militar al débil ducado de Francisco II a cambio de Enrique. Enrique huyó a París, donde encontró apoyo en la regente Ana de Beaujeu, quien le proporcionó tropas para la invasión de 1485.

## Muerte en la batalla de Bosworth
El 22 de agosto de 1485, Ricardo se enfrentó con las fuerzas lancasterianas de Enrique Tudor en la batalla de Bosworth. Las fuerzas de Ricardo han sido calculadas en 8000 y las de Tudor en 5000, pero no se puede conocer una cifra determinada. Durante la batalla, Ricardo fue traicionado por el barón Stanley, a quien había hecho conde de Derby en octubre, William Stanley y Henry Percy, cuarto duque de Northumberland. El cambio de bando de los Stanley debilitó seriamente la fortaleza del ejército de Ricardo, teniendo un efecto decisivo en el resultado de la batalla. También la muerte de John Howard, I duque de Norfolk, su fiel compañero, parece haber tenido un efecto desmoralizador en Ricardo y sus hombres. Las crónicas cuentan que Ricardo luchó con bravura y habilidad durante la batalla, descabalgando a John Cheney, un famoso campeón de justas y matando al portaestandarte de Enrique, William Brandon, y prácticamente llegando hasta el propio Enrique, pero finalmente se vio rodeado y asesinado. La tradición dice que sus últimas palabras fueron «traición, traición, traición, traición, traición».

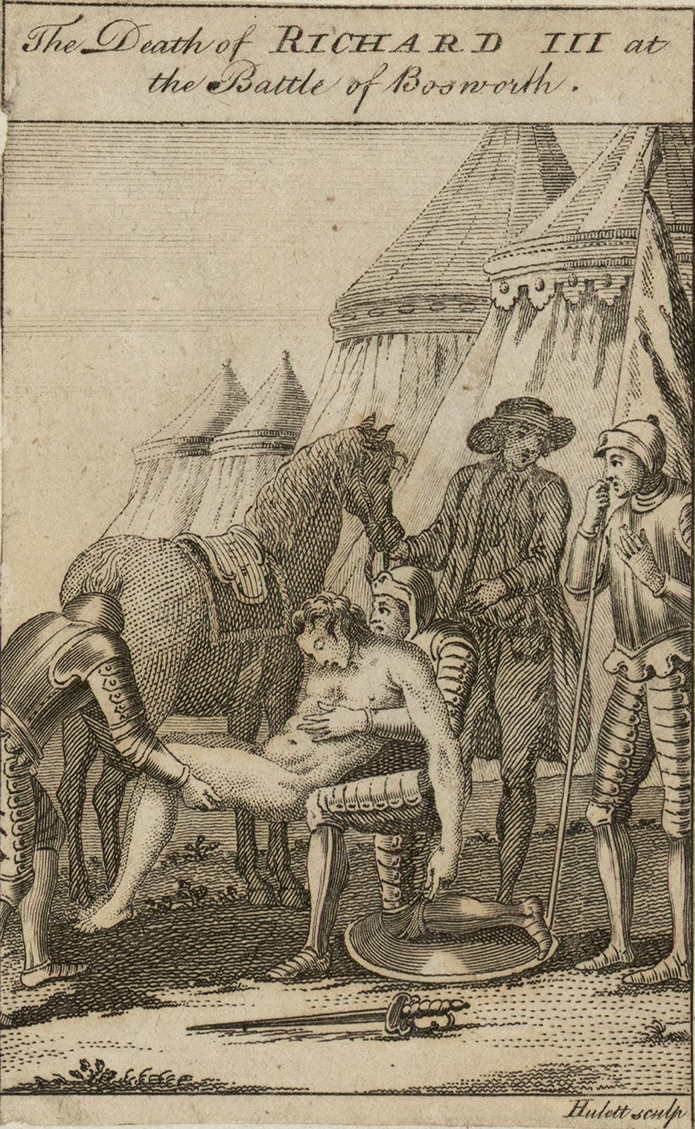
La muerte de Ricardo III en la batalla de Bosworth, según una ilustración del.

Polidoro Virgilio, cronista oficial de Enrique Tudor, escribiría más tarde: «El rey Ricardo, solo, murió luchando como un hombre bajo la mayor de las presiones de sus enemigos». El cuerpo desnudo de Ricardo fue expuesto probablemente en la colegiata de la Anunciación de Nuestra Señora y después ahorcado por Enrique Tudor, ahora Enrique VII, antes de ser enterrado en la iglesia de la hermandad franciscana de los Grey Friars, en Leicester. En 1495, Enrique VII pagó cincuenta libras por un monumento de mármol y alabastro y, según la tradición, durante la disolución de monasterios, su cuerpo se arrojó al cercano río Soar, aunque hay pruebas de que el memorial era visible en 1612 en un jardín construido en un lateral de Grey Friars. La localización exacta se había perdido tras quinientos años de desarrollo urbanístico, habiendo una placa conmemorativa en el lateral de la catedral donde pudo haber sido enterrado. Sin embargo, en el verano de 2012 fue encontrado un esqueleto bajo un estacionamiento público en Leicester, donde se hallaba la antigua iglesia de la hermandad franciscana de los Grey Friars, que finalmente ha sido reconocido por un equipo de arqueólogos liderado por Richard Buckley como perteneciente al monarca, más allá de cualquier duda razonable, como demuestran las pruebas de ADN.
Según otra tradición, Ricardo consultó a un vidente en la ciudad de Leicester antes de la batalla, quien predijo que «donde tu espuela golpee en el camino a la batalla se romperá tu cabeza en el regreso». En el camino a la batalla, su espuela golpeó el pretil del Bow Bridge. De acuerdo con la leyenda, al volver de la batalla con su cuerpo sobre un caballo, su cabeza golpeó en la misma piedra y se rompió.
Las crónicas galesas cuentan que Wyllyam Gardynyr mató a Ricardo con un hacha. Otras crónicas dicen que fue Rhys ap Thomas.
Ricardo III fue el último rey de Inglaterra muerto en batalla —los otros fueron Harold Godwinson y Ricardo I, Corazón de León—.
Enrique Tudor sucedió a Ricardo, convirtiéndose en Enrique VII, intentando cimentar la sucesión casándose con la heredera yorkista, Isabel de York, hija de Eduardo IV y sobrina de Ricardo III y matando a todos los demás.

## Descubrimiento de los restos mortales
El 24 de agosto de 2012, la Universidad de Leicester junto al Ayuntamiento de Leicester, en asociación con la "Richard III Society" (Sociedad de Ricardo III), comunicaron que habían unido fuerzas para emprender una búsqueda de los restos del rey Ricardo. La búsqueda se puso en marcha gracias a Philippa Langley, secretaria de la "Richard III Society", y miembro del proyecto "Buscando a Ricardo", también una iniciativa de la Sociedad. El proyecto fue encabezado por ULAS (Servicio Arqueológico de la Universidad de Leicester), que, junto a expertos, se dispusieron a localizar el yacimiento perdido de lo que era antiguamente la iglesia de Greyfriars (demolida bajo el reinado de Enrique VIII durante la disolución de los monasterios) y a descubrir si los restos seguían allí enterrados. La búsqueda localizó la iglesia de Greyfriars mediante la comparación de puntos fijos en mapas de una secuencia histórica. De esta manera pudieron identificar sus cimientos bajo un estacionamiento de coches en el centro de la actual ciudad, y ahí es donde se había enterrado el cuerpo de Ricardo de prisa y sin suntuosidad alguna en 1485.

Ubicación de la iglesia del monasterio de Greyfriars en Leicester, superpuesta sobre un mapa moderno de la zona. El punto azul señala el centro del coro y donde se encontró el esqueleto de Ricardo III en septiembre de 2012.

El 5 de septiembre de 2012, los excavadores afirmaron haber identificado la iglesia de Greyfriars. Dos días después se confirmó el hallazgo de la ubicación del jardín de Robert Herrick, donde se encontraba el monumento a Ricardo III a principios del siglo XVII. También se halló un esqueleto humano bajo el coro de la iglesia.

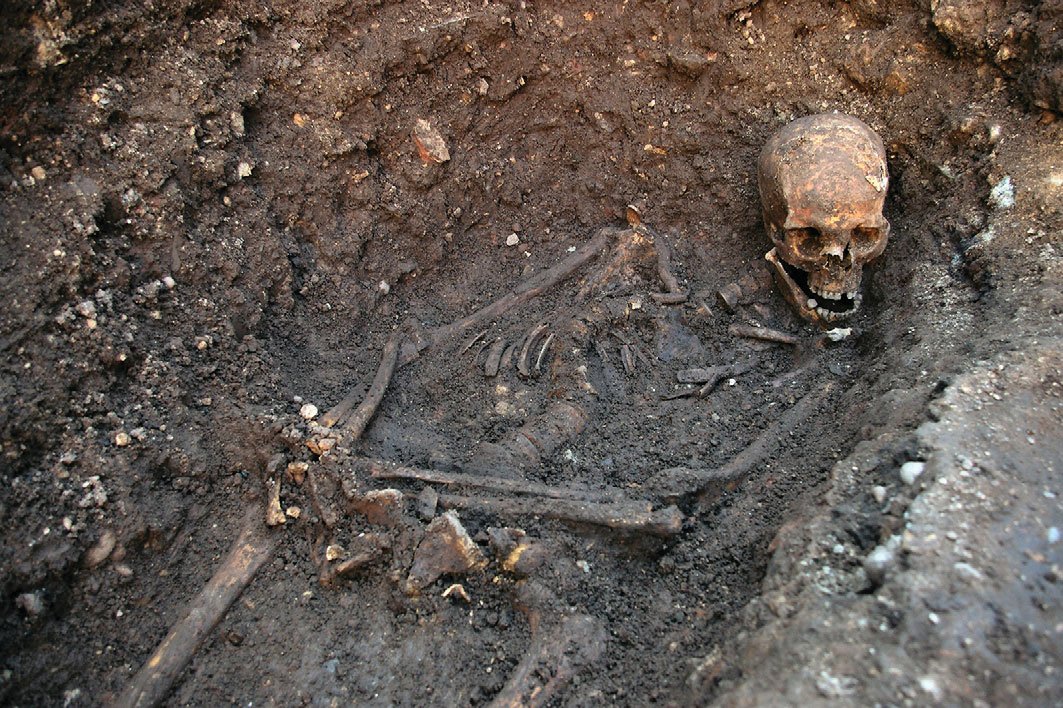
El esqueleto de Ricardo III tal y como fue descubierto en 2012.

El 12 de septiembre se comunicó que el esqueleto encontrado durante la búsqueda podría ser aquel de Ricardo III. Se dieron varios motivos: el cuerpo era de un varón adulto; estaba enterrado bajo el coro de la iglesia; padecía de escoliosis severa de la columna vertebral, una condición que haría que un hombro del individuo estuviera más alto que el otro (cuya gravedad dependería de la severidad de la condición). Además, había lo que parecía ser una punta de flecha incrustada en la columna vertebral y lesiones perimortem en el cráneo. Estas incluían un orificio poco profundo, asestado por una daga rondel, y una depresión craneal, infligida por una espada. La base del cráneo también padecía de una cavidad enorme al haberse introducido un arma enastada, probablemente una alabarda, en los últimos momentos con vida del monarca. El Dr Stuart Hamilton, patólogo forense, afirmó que esta herida habría expuesto el cerebro de Ricardo y que le habría llevado a la muerte en muy poco tiempo. Dra. Jo Appleby, la osteo-arqueóloga que excavó el esqueleto, concordó con Dr Stuart Hamilton, describiendo esta lesión como "una herida mortal de campo de batalla en la base del cráneo". Dicha base también padecía de un agujero irregular, habiéndose introducido un arma que la atravesó. El análisis más a fondo del interior del cráneo reveló una marca correspondiente y opuesta a la herida, mostrando que la cuchilla había penetrado el cráneo a una profundidad de 10,5 cm. En total el esqueleto presentaba diez lesiones: cuatro heridas leves en la parte superior del cráneo, una lesión de puñal en la mejilla, un corte en la mandíbula, dos heridas fatales en la base del cráneo, una cuchillada en las costillas y una herida de puñal en la pelvis infligida después de la muerte del rey. Está generalmente aceptado que, tras fallecer, el cuerpo desnudo de Ricardo se arrojó sobre un caballo, los brazos colgando por un lado y las piernas y el trasero por otro. Esto habría presentado un objetivo muy oportunista para los espectadores, y el ángulo del corte en la pelvis insinúa que alguno de ellos le apuñaló la nalga derecha con fuerza considerable, dado que el corte se extiende desde la parte trasera hasta la parte delantera del hueso coxal. Además, poca duda cabe de que esta herida se le haya infligido como acto de humillación. También es posible que Ricardo haya sufrido heridas adicionales que no dejaran rastro en el esqueleto.
En 2004, John Ashdown-Hill, historiador británico, había usado la investigación genealógica para rastrear descendientes matrilineales de Ana de York, la hermana mayor de Ricardo. Logró encontrar a una sobrina bisnieta del rey en la decimosexta generación y en la misma línea materna directa. Esta descendiente se llamaba Joy Ibsen (nacida Brown) y era de origen británico aunque emigró a Canadá tras concluir la Segunda Guerra Mundial, falleciendo en 2008. Analizaron el ADN mitocondrial de Joy Ibsen y pertenece al haplogrupo J de ADN mitocondrial, que por deducción, también debería ser el haplogrupo de ADN mitocondrial de Ricardo III. El 24 de agosto de 2012, el hijo de Joy, Michael Ibsen, dio una muestra de raspado bucal al equipo de investigadores. Se comparó su ADN mitocondrial pasado por la línea materna directa con muestras de los restos humanos del sitio de excavación para identificar al rey.
El 4 de febrero de 2013, la Universidad de Leicester confirmó que el esqueleto pertenecía a Ricardo III más allá de toda duda razonable. Esta conclusión se basó en pruebas de ADN mitocondrial, análisis de tierra, y pruebas dentales (le faltaban varias muelas a la mandíbula, a causa de caries), además de características físicas del esqueleto que son extremadamente consistentes con relatos contemporáneos respecto a la apariencia de Ricardo. El equipo declaró que la "punta de flecha" encontrada con el cuerpo era de hecho un clavo de la época romana que ya se hallaba fortuitamente en la tumba cuando se sepultó al monarca. El equipo también concluyó que es muy poco probable que llevara casco en sus últimos momentos. En la tierra analizada de los restos del rey Plantagenet se hallaron huevos microscópicos de ascáride. Se encontraron varios huevos en muestras tomadas de la pelvis, donde habrían estado los intestinos, pero no se encontraron ningunos en muestras tomadas del cráneo y había muy pocos en la tierra alrededor de la tumba. Los hallazgos insinúan que la gran concentración de huevos en la zona pélvica se atribuye a una infección de ascáride la cual padecía el rey, en vez de residuos humanos que se tiraran allí más tarde. El alcalde de Leicester declaró que el esqueleto del rey se volvería a enterrar en la catedral de Leicester a principios de 2014, pero una revisión judicial de esa decisión supuso un año de retraso para el reentierro. Se inauguró un museo de Ricardo III en los edificios escolares de la época victoriana junto a la tumba en julio de 2014.
La propuesta de enterrar al rey en Leicester dio lugar a cierta controversia. Entre los que estuvieron en contra de la decisión, se encontraban quince parientes de Ricardo y la "Plantagenet Alliance" (Alianza Plantagenet), quienes eran de la opinión que el cuerpo debería haberse vuelto a enterrar en la ciudad de York, como el rey habría deseado, según ellos. En agosto de 2013, presentaron una demanda con el fin de impugnar la petición de Leicester sobre enterrar el cuerpo en su catedral y proponer que los restos se enterraran en York. Sin embargo, Michael Ibsen, el que dio la muestra de ADN para identificar al rey, estuvo a favor de la petición que se sepultara el cuerpo en la catedral de Leicester. No obstante, el 20 de agosto un juez dictaminó que los oponentes estaban en su derecho impugnar el entierro del monarca en Leicester, a pesar de haber una cláusula en el contrato que autorizaba las excavaciones requiriendo ahí su entierro. Este también instó que las dos partes resolvieran la disputa entre ellos para "evitar instigar la Guerra de las Dos Rosas, La Secuela". La "Plantagenet Alliance" y los quince "descendientes colaterales [indirectos]" también tuvieron que hacer frente al desafío que "Las matemáticas básicas muestran que Ricardo, que tenía cinco hermanos y ningún hijo superviviente, podría tener millones de "descendientes colaterales" y que ellos no representan "las únicas personas que puedan hablar de su parte", como afirmó un miembro. Una resolución judicial de mayo de 2014 decretó que "no hay ninguna base de derecho público para que el tribunal interfiera con las decisiones en cuestión." También causó polémica si los restos debían ser enterrados en un templo anglicano, ya que Ricardo III era católico y la Iglesia de Inglaterra fue fundada en 1534 por Enrique VIII, hijo del sucesor de Ricardo, Enrique VII.
El 5 de febrero de 2013, Caroline Wilkinson, catedrática de la Universidad de Dundee, dirigió una reconstrucción facial forense de Ricardo III, encargada por la Richard III Society, basada en cartografías en 3D de su cráneo. La cara se describe como "afectuosa, joven y seria" y se parece a los retratos conservados. El 11 de febrero de 2014, la Universidad de Leicester anunció el proyecto de secuenciar el genoma completo de Ricardo III junto a aquel de uno de sus parientes vivos, Michael Ibsen, cuyo ADN mitocondrial confirmó la identificación de los restos excavados. Por consiguiente, Ricardo III es la primera persona antigua de identidad histórica conocida en tener el genoma secuenciado.
En noviembre de 2014 se comunicaron los resultados de las pruebas, confirmando la línea materna, siendo como ya se pensaba. Sin embargo, la línea paterna presentó unas discrepancias con lo que se esperaba: el ADN no mostró ninguna conexión con los supuestos descendientes del tatarabuelo de Ricardo, Eduardo III de Inglaterra, a través de Enrique Somerset, V duque de Beaufort. Esto podría ser el resultado de una paternidad que no refleje las genealogías aceptadas entre Ricardo y Eduardo III o entre Eduardo III y el V duque de Beaufort. Los resultados también muestran que hay una probabilidad de 0,96 de que Ricardo tuviera los ojos azules, lo que corresponde con uno de los primeros retratos conocidos del rey. Por otra parte, el análisis del color de pelo dio una probabilidad de 0,77 de que el individuo fuera rubio, algo que no coincide con la representación. Ahora bien, los investigadores afirman que la prueba correlaciona más con el pelo de niñez, y es bastante común que el pelo rubio oscurezca durante la adolescencia.
El 26 de marzo de 2015 el cuerpo de quien fuera el último rey medieval de Inglaterra finalmente fue sepultado en la catedral de Leicester. La ceremonia, que se retransmitió por televisión, fue el punto culminante de una semana dedicada a este rey de terrible reputación y que varias asociaciones pugnan por rehabilitar. El último rey de la dinastía Plantagenet fue trasladado el 22 de marzo a la Universidad de Leicester en un féretro de plomo y de ahí partió al lugar donde sucedió la batalla de Bosworth, en la que encontró la muerte. Luego se instaló una capilla ardiente de tres días en la catedral de Leicester, abierta al público, para rendir homenaje al rey Ricardo III.

## Entierro y tumba

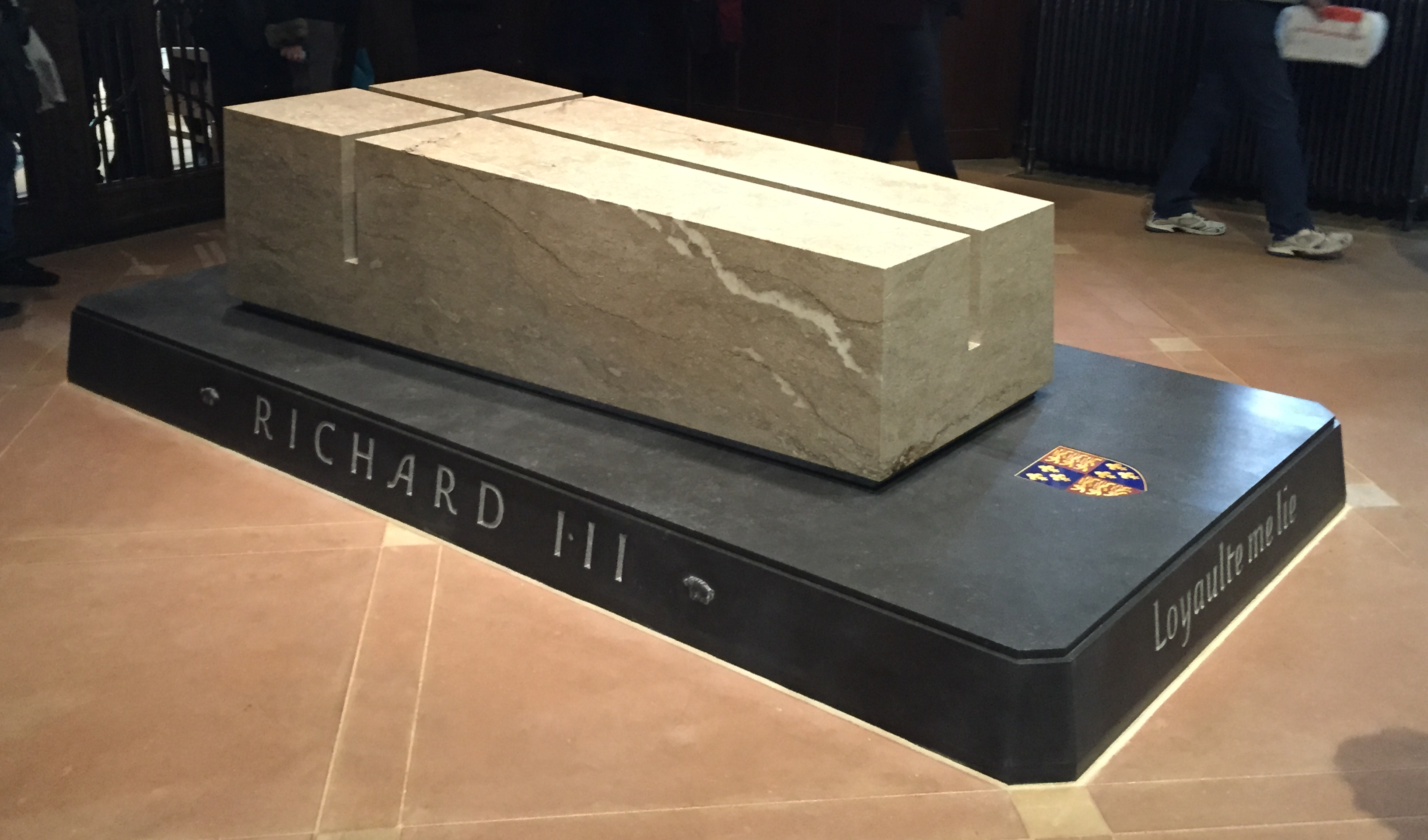
La nueva tumba de Ricardo III en la catedral de Leicester.

En 1485 el cuerpo de Ricardo III fue enterrado en la iglesia del monasterio de Greyfriars, en Leicester, tras fallecer en la batalla de Bosworth contra Enrique Tudor. El 26 de marzo de 2015, Ricardo fue enterrado de nuevo en la catedral de Leicester. El sepulcro del rey fue diseñado por los arquitectos van Heningen y Haward. La piedra sepulcral, que muestra dos profundos surcos que forman una cruz, consiste de un bloque rectangular de piedra fósil blanca, excavada en Swaledale que está situado en el norte de Yorkshire. La piedra reposa sobre un plinto bajo hecho de mármol oscuro de Kilkenny y lleva grabados del nombre, las fechas de muerte y nacimiento, y el lema de Ricardo. El plinto también goza de su escudo de armas en pietra dura.
Los restos de Ricardo III se encuentran en un osario de plomo dentro de un ataúd de roble inglés que reposa en una cripta forrada de ladrillos, bajo el suelo, el plinto y la piedra sepulcral. El ataúd fue diseñado por Michael Ibsen, un descendiente directo de Ana de York, la hermana mayor de Ricardo III.

## Ricardo III en la cultura popular
Ricardo III de Inglaterra ha sido interpretado en el séptimo arte por diversos actores, como Laurence Olivier o Ian McKellen, mientras que en televisión lo ha sido por Aneurin Barnard, en la serie The White Queen de 2013, o Benedict Cumberbatch en The Hollow Crown, serie de la BBC de 2016.
En el primer episodio de la comedia La víbora negra es decapitado por error por el protagonista, Rowan Atkinson, que lo confunde con un ladrón de caballos.
Ricardo Plantagenet es el protagonista del anime Baraou no Souretsou (2022), donde destacan su valentía y habilidad en batalla. La deformidad del rey es retratada de forma diferente y más novelada.  

## Ascendencia
| \| \| \| \| \| \| \| \| \| \| \| \| \| \| \| \| \| \| \| \| 16. Eduardo III de Inglaterra \| \| \| \| \| \| \| \| \| \| \| \| \| \| \| \| \| \| \| \| \| \| \| \| \| \| \| \| \| \| \| \| \| \| \| \| \| \| \| \| \| \| \| \| \| \| \| \| \| \| \| \| \| \| 8. Edmundo Plantagenet, duque de York \| \| \| \| \| \| \| \| \| \| \| \| \| \| \| \| \| \| \| \| \| \| \| \| \| \| \| \| \| \| \| \| \| \| \| \| \| \| \| \| \| \| \| \| \| \| \| \| \| \| \| \| \| \| 17. Felipa de Henao \| \| \| \| \| \| \| \| \| \| \| \| \| \| \| \| \| \| \| \| \| \| \| \| \| \| \| \| \| \| \| \| \| \| \| \| \| \| \| \| \| \| \| \| \| \| \| \| \| \| \| \| \| \| 4. Ricardo Plantagenet, conde de Cambridge \| \| \| \| \| \| \| \| \| \| \| \| \| \| \| \| \| \| \| \| \| \| \| \| \| \| \| \| \| \| \| \| \| \| \| \| \| \| \| \| \| \| \| \| \| \| \| \| \| \| \| \| \| \| 18. Pedro I de Castilla \| \| \| \| \| \| \| \| \| \| \| \| \| \| \| \| \| \| \| \| \| \| \| \| \| \| \| \| \| \| \| \| \| \| \| \| \| \| \| \| \| \| \| \| \| \| \| \| \| \| \| \| \| \| 9. Isabel de Borgoña, infanta de Castilla \| \| \| \| \| \| \| \| \| \| \| \| \| \| \| \| \| \| \| \| \| \| \| \| \| \| \| \| \| \| \| \| \| \| \| \| \| \| \| \| \| \| \| \| \| \| \| \| \| \| \| \| \| \| 19. María de Padilla \| \| \| \| \| \| \| \| \| \| \| \| \| \| \| \| \| \| \| \| \| \| \| \| \| \| \| \| \| \| \| \| \| \| \| \| \| \| \| \| \| \| \| \| \| \| \| \| \| \| \| \| \| \| 2. Ricardo Plantagenet, duque de York \| \| \| \| \| \| \| \| \| \| \| \| \| \| \| \| \| \| \| \| \| \| \| \| \| \| \| \| \| \| \| \| \| \| \| \| \| \| \| \| \| \| \| \| \| \| \| \| \| \| \| \| \| \| 20. Edmund Mortimer, III conde de March \| \| \| \| \| \| \| \| \| \| \| \| \| \| \| \| \| \| \| \| \| \| \| \| \| \| \| \| \| \| \| \| \| \| \| \| \| \| \| \| \| \| \| \| \| \| \| \| \| \| \| \| \| \| 10. Roger Mortimer, IV conde de March \| \| \| \| \| \| \| \| \| \| \| \| \| \| \| \| \| \| \| \| \| \| \| \| \| \| \| \| \| \| \| \| \| \| \| \| \| \| \| \| \| \| \| \| \| \| \| \| \| \| \| \| \| \| 21. Felipa Plantagenet, condesa de Úlster \| \| \| \| \| \| \| \| \| \| \| \| \| \| \| \| \| \| \| \| \| \| \| \| \| \| \| \| \| \| \| \| \| \| \| \| \| \| \| \| \| \| \| \| \| \| \| \| \| \| \| \| \| \| 5. Ana Mortimer \| \| \| \| \| \| \| \| \| \| \| \| \| \| \| \| \| \| \| \| \| \| \| \| \| \| \| \| \| \| \| \| \| \| \| \| \| \| \| \| \| \| \| \| \| \| \| \| \| \| \| \| \| \| 22. Thomas Holland, II conde de Kent \| \| \| \| \| \| \| \| \| \| \| \| \| \| \| \| \| \| \| \| \| \| \| \| \| \| \| \| \| \| \| \| \| \| \| \| \| \| \| \| \| \| \| \| \| \| \| \| \| \| \| \| \| \| 11. Alianore Holland \| \| \| \| \| \| \| \| \| \| \| \| \| \| \| \| \| \| \| \| \| \| \| \| \| \| \| \| \| \| \| \| \| \| \| \| \| \| \| \| \| \| \| \| \| \| \| \| \| \| \| \| \| \| 23. Alice FitzAlan \| \| \| \| \| \| \| \| \| \| \| \| \| \| \| \| \| \| \| \| \| \| \| \| \| \| \| \| \| \| \| \| \| \| \| \| \| \| \| \| \| \| \| \| \| \| \| \| \| \| \| \| \| \| 1. Ricardo III de Inglaterra \| \| \| \| \| \| \| \| \| \| \| \| \| \| \| \| \| \| \| \| \| \| \| \| \| \| \| \| \| \| \| \| \| \| \| \| \| \| \| \| \| \| \| \| \| \| \| \| \| \| \| \| \| \| 24. Ralph Neville, II Barón Neville de Raby \| \| \| \| \| \| \| \| \| \| \| \| \| \| \| \| \| \| \| \| \| \| \| \| \| \| \| \| \| \| \| \| \| \| \| \| \| \| \| \| \| \| \| \| \| \| \| \| \| \| \| \| \| \| 12. John Neville, III Barón Neville de Raby \| \| \| \| \| \| \| \| \| \| \| \| \| \| \| \| \| \| \| \| \| \| \| \| \| \| \| \| \| \| \| \| \| \| \| \| \| \| \| \| \| \| \| \| \| \| \| \| \| \| \| \| \| \| 25. Alice Audley \| \| \| \| \| \| \| \| \| \| \| \| \| \| \| \| \| \| \| \| \| \| \| \| \| \| \| \| \| \| \| \| \| \| \| \| \| \| \| \| \| \| \| \| \| \| \| \| \| \| \| \| \| \| 6. Ralph Neville, conde de Westmorland \| \| \| \| \| \| \| \| \| \| \| \| \| \| \| \| \| \| \| \| \| \| \| \| \| \| \| \| \| \| \| \| \| \| \| \| \| \| \| \| \| \| \| \| \| \| \| \| \| \| \| \| \| \| 26. Henry de Percy, II Barón Percy de Alnwick \| \| \| \| \| \| \| \| \| \| \| \| \| \| \| \| \| \| \| \| \| \| \| \| \| \| \| \| \| \| \| \| \| \| \| \| \| \| \| \| \| \| \| \| \| \| \| \| \| \| \| \| \| \| 13. Maud de Percy \| \| \| \| \| \| \| \| \| \| \| \| \| \| \| \| \| \| \| \| \| \| \| \| \| \| \| \| \| \| \| \| \| \| \| \| \| \| \| \| \| \| \| \| \| \| \| \| \| \| \| \| \| \| 27. Idonea Clifford \| \| \| \| \| \| \| \| \| \| \| \| \| \| \| \| \| \| \| \| \| \| \| \| \| \| \| \| \| \| \| \| \| \| \| \| \| \| \| \| \| \| \| \| \| \| \| \| \| \| \| \| \| \| 3. Cecilia Neville \| \| \| \| \| \| \| \| \| \| \| \| \| \| \| \| \| \| \| \| \| \| \| \| \| \| \| \| \| \| \| \| \| \| \| \| \| \| \| \| \| \| \| \| \| \| \| \| \| \| \| \| \| \| 28. Eduardo III de Inglaterra (=16) \| \| \| \| \| \| \| \| \| \| \| \| \| \| \| \| \| \| \| \| \| \| \| \| \| \| \| \| \| \| \| \| \| \| \| \| \| \| \| \| \| \| \| \| \| \| \| \| \| \| \| \| \| \| 14. Juan Plantagenet, Duque de Lancaster \| \| \| \| \| \| \| \| \| \| \| \| \| \| \| \| \| \| \| \| \| \| \| \| \| \| \| \| \| \| \| \| \| \| \| \| \| \| \| \| \| \| \| \| \| \| \| \| \| \| \| \| \| \| 29. Felipa de Henao (=17) \| \| \| \| \| \| \| \| \| \| \| \| \| \| \| \| \| \| \| \| \| \| \| \| \| \| \| \| \| \| \| \| \| \| \| \| \| \| \| \| \| \| \| \| \| \| \| \| \| \| \| \| \| \| 7. Juana Beaufort \| \| \| \| \| \| \| \| \| \| \| \| \| \| \| \| \| \| \| \| \| \| \| \| \| \| \| \| \| \| \| \| \| \| \| \| \| \| \| \| \| \| \| \| \| \| \| \| \| \| \| \| \| \| 30. Payne de Roet \| \| \| \| \| \| \| \| \| \| \| \| \| \| \| \| \| \| \| \| \| \| \| \| \| \| \| \| \| \| \| \| \| \| \| \| \| \| \| \| \| \| \| \| \| \| \| \| \| \| \| \| \| \| 15. Catalina de Roet \| \| \| \| \| \| \| \| \| \| \| \| \| \| \| \| \| \| \| \| \| \| \| \| \| \| \| \| \| \| \| \| \| \| \| \| \| \| \| \| \| \| \| \| \| \| \| \| \| \| \| \| |                                               |  |  |  |  |  |  |  |  |  |  |  |  |  |  |  |
| |                                               |  |  |  |  |  |  |  |  |  |  |  |  |  |  |  |
| | 16. Eduardo III de Inglaterra                 |  |  |  |  |  |  |  |  |  |  |  |  |  |  |  |
| |                                               |  |  |  |  |  |  |  |  |  |  |  |  |  |  |  |
| |                                               |  |  |  |  |  |  |  |  |  |  |  |  |  |  |  |
| | 8. Edmundo Plantagenet, duque de York         |  |  |  |  |  |  |  |  |  |  |  |  |  |  |  |
| |                                               |  |  |  |  |  |  |  |  |  |  |  |  |  |  |  |
| |                                               |  |  |  |  |  |  |  |  |  |  |  |  |  |  |  |
| | 17. Felipa de Henao                           |  |  |  |  |  |  |  |  |  |  |  |  |  |  |  |
| |                                               |  |  |  |  |  |  |  |  |  |  |  |  |  |  |  |
| |                                               |  |  |  |  |  |  |  |  |  |  |  |  |  |  |  |
| | 4. Ricardo Plantagenet, conde de Cambridge    |  |  |  |  |  |  |  |  |  |  |  |  |  |  |  |
| |                                               |  |  |  |  |  |  |  |  |  |  |  |  |  |  |  |
| |                                               |  |  |  |  |  |  |  |  |  |  |  |  |  |  |  |
| | 18. Pedro I de Castilla                       |  |  |  |  |  |  |  |  |  |  |  |  |  |  |  |
| |                                               |  |  |  |  |  |  |  |  |  |  |  |  |  |  |  |
| |                                               |  |  |  |  |  |  |  |  |  |  |  |  |  |  |  |
| | 9. Isabel de Borgoña, infanta de Castilla     |  |  |  |  |  |  |  |  |  |  |  |  |  |  |  |
| |                                               |  |  |  |  |  |  |  |  |  |  |  |  |  |  |  |
| |                                               |  |  |  |  |  |  |  |  |  |  |  |  |  |  |  |
| | 19. María de Padilla                          |  |  |  |  |  |  |  |  |  |  |  |  |  |  |  |
| |                                               |  |  |  |  |  |  |  |  |  |  |  |  |  |  |  |
| |                                               |  |  |  |  |  |  |  |  |  |  |  |  |  |  |  |
| | 2. Ricardo Plantagenet, duque de York         |  |  |  |  |  |  |  |  |  |  |  |  |  |  |  |
| |                                               |  |  |  |  |  |  |  |  |  |  |  |  |  |  |  |
| |                                               |  |  |  |  |  |  |  |  |  |  |  |  |  |  |  |
| | 20. Edmund Mortimer, III conde de March       |  |  |  |  |  |  |  |  |  |  |  |  |  |  |  |
| |                                               |  |  |  |  |  |  |  |  |  |  |  |  |  |  |  |
| |                                               |  |  |  |  |  |  |  |  |  |  |  |  |  |  |  |
| | 10. Roger Mortimer, IV conde de March         |  |  |  |  |  |  |  |  |  |  |  |  |  |  |  |
| |                                               |  |  |  |  |  |  |  |  |  |  |  |  |  |  |  |
| |                                               |  |  |  |  |  |  |  |  |  |  |  |  |  |  |  |
| | 21. Felipa Plantagenet, condesa de Úlster     |  |  |  |  |  |  |  |  |  |  |  |  |  |  |  |
| |                                               |  |  |  |  |  |  |  |  |  |  |  |  |  |  |  |
| |                                               |  |  |  |  |  |  |  |  |  |  |  |  |  |  |  |
| | 5. Ana Mortimer                               |  |  |  |  |  |  |  |  |  |  |  |  |  |  |  |
| |                                               |  |  |  |  |  |  |  |  |  |  |  |  |  |  |  |
| |                                               |  |  |  |  |  |  |  |  |  |  |  |  |  |  |  |
| | 22. Thomas Holland, II conde de Kent          |  |  |  |  |  |  |  |  |  |  |  |  |  |  |  |
| |                                               |  |  |  |  |  |  |  |  |  |  |  |  |  |  |  |
| |                                               |  |  |  |  |  |  |  |  |  |  |  |  |  |  |  |
| | 11. Alianore Holland                          |  |  |  |  |  |  |  |  |  |  |  |  |  |  |  |
| |                                               |  |  |  |  |  |  |  |  |  |  |  |  |  |  |  |
| |                                               |  |  |  |  |  |  |  |  |  |  |  |  |  |  |  |
| | 23. Alice FitzAlan                            |  |  |  |  |  |  |  |  |  |  |  |  |  |  |  |
| |                                               |  |  |  |  |  |  |  |  |  |  |  |  |  |  |  |
| |                                               |  |  |  |  |  |  |  |  |  |  |  |  |  |  |  |
| | 1. Ricardo III de Inglaterra                  |  |  |  |  |  |  |  |  |  |  |  |  |  |  |  |
| |                                               |  |  |  |  |  |  |  |  |  |  |  |  |  |  |  |
| |                                               |  |  |  |  |  |  |  |  |  |  |  |  |  |  |  |
| | 24. Ralph Neville, II Barón Neville de Raby   |  |  |  |  |  |  |  |  |  |  |  |  |  |  |  |
| |                                               |  |  |  |  |  |  |  |  |  |  |  |  |  |  |  |
| |                                               |  |  |  |  |  |  |  |  |  |  |  |  |  |  |  |
| | 12. John Neville, III Barón Neville de Raby   |  |  |  |  |  |  |  |  |  |  |  |  |  |  |  |
| |                                               |  |  |  |  |  |  |  |  |  |  |  |  |  |  |  |
| |                                               |  |  |  |  |  |  |  |  |  |  |  |  |  |  |  |
| | 25. Alice Audley                              |  |  |  |  |  |  |  |  |  |  |  |  |  |  |  |
| |                                               |  |  |  |  |  |  |  |  |  |  |  |  |  |  |  |
| |                                               |  |  |  |  |  |  |  |  |  |  |  |  |  |  |  |
| | 6. Ralph Neville, conde de Westmorland        |  |  |  |  |  |  |  |  |  |  |  |  |  |  |  |
| |                                               |  |  |  |  |  |  |  |  |  |  |  |  |  |  |  |
| |                                               |  |  |  |  |  |  |  |  |  |  |  |  |  |  |  |
| | 26. Henry de Percy, II Barón Percy de Alnwick |  |  |  |  |  |  |  |  |  |  |  |  |  |  |  |
| |                                               |  |  |  |  |  |  |  |  |  |  |  |  |  |  |  |
| |                                               |  |  |  |  |  |  |  |  |  |  |  |  |  |  |  |
| | 13. Maud de Percy                             |  |  |  |  |  |  |  |  |  |  |  |  |  |  |  |
| |                                               |  |  |  |  |  |  |  |  |  |  |  |  |  |  |  |
| |                                               |  |  |  |  |  |  |  |  |  |  |  |  |  |  |  |
| | 27. Idonea Clifford                           |  |  |  |  |  |  |  |  |  |  |  |  |  |  |  |
| |                                               |  |  |  |  |  |  |  |  |  |  |  |  |  |  |  |
| |                                               |  |  |  |  |  |  |  |  |  |  |  |  |  |  |  |
| | 3. Cecilia Neville                            |  |  |  |  |  |  |  |  |  |  |  |  |  |  |  |
| |                                               |  |  |  |  |  |  |  |  |  |  |  |  |  |  |  |
| |                                               |  |  |  |  |  |  |  |  |  |  |  |  |  |  |  |
| | 28. Eduardo III de Inglaterra (=16)           |  |  |  |  |  |  |  |  |  |  |  |  |  |  |  |
| |                                               |  |  |  |  |  |  |  |  |  |  |  |  |  |  |  |
| |                                               |  |  |  |  |  |  |  |  |  |  |  |  |  |  |  |
| | 14. Juan Plantagenet, Duque de Lancaster      |  |  |  |  |  |  |  |  |  |  |  |  |  |  |  |
| |                                               |  |  |  |  |  |  |  |  |  |  |  |  |  |  |  |
| |                                               |  |  |  |  |  |  |  |  |  |  |  |  |  |  |  |
| | 29. Felipa de Henao (=17)                     |  |  |  |  |  |  |  |  |  |  |  |  |  |  |  |
| |                                               |  |  |  |  |  |  |  |  |  |  |  |  |  |  |  |
| |                                               |  |  |  |  |  |  |  |  |  |  |  |  |  |  |  |
| | 7. Juana Beaufort                             |  |  |  |  |  |  |  |  |  |  |  |  |  |  |  |
| |                                               |  |  |  |  |  |  |  |  |  |  |  |  |  |  |  |
| |                                               |  |  |  |  |  |  |  |  |  |  |  |  |  |  |  |
| | 30. Payne de Roet                             |  |  |  |  |  |  |  |  |  |  |  |  |  |  |  |
| |                                               |  |  |  |  |  |  |  |  |  |  |  |  |  |  |  |
| |                                               |  |  |  |  |  |  |  |  |  |  |  |  |  |  |  |
| | 15. Catalina de Roet                          |  |  |  |  |  |  |  |  |  |  |  |  |  |  |  |
| |                                               |  |  |  |  |  |  |  |  |  |  |  |  |  |  |  |
| |                                               |  |  |  |  |  |  |  |  |  |  |  |  |  |  |  |